# Soussanino (oblast de Kostroma)
Soussanino (en russe : Сусанино) est une commune urbaine de l'oblast de Kostroma, en Russie. Sa population s'élevait à 3 033 habitants en 2021.

## Géographie
Soussassino se trouve à 54 km au nord-est de Kostroma et à 360 km au nord-est de Moscou. 